# Горянка (Барбарисовые)
Горя́нка, или Эпиме́диум, Бесцветник (лат. Epimedium) — род многолетних корневищных травянистых растений семейства Барбарисовые (Berberidaceae) порядка лютиковых.

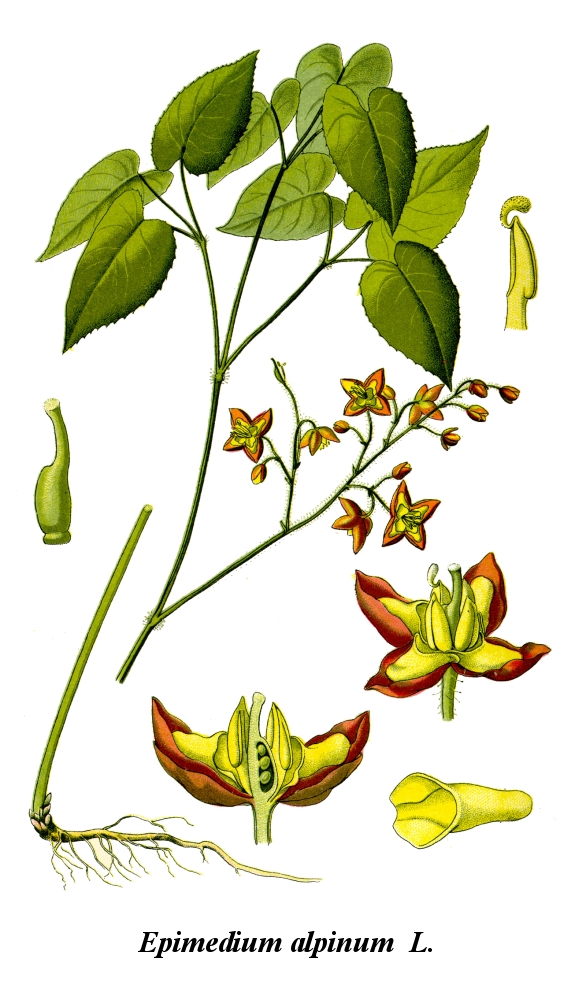
Горянка альпийская.

Нуждаются в охране (реликтовые растения).
Свыше 20 видов, от Северной Африки и Южной Европы до Китая и Японии; растут в тенистых влажных, большая часть в горных, лесах. 4 вида — на Кавказе, 1 — на Дальнем Востоке; цветут весной.

## Ботаническое описание
Представители вида — многолетние травы с ползучим корневищем. Декоративные растения .
Листья преимущественно прикорневые или на стебле в числе 1—2, пластинка листа просто- или дважды-тройственно-рассечённая, дольки с некрупными зубцами.
Чашелистиков 8, лепестковидных, окрашенных; наружные менее крупные и менее ярко окрашенные. Лепестков 4, похожих на нектарники, с шпорцами или колпачками, расположенными попарно друг против друга. Пестик 1; рыльце едва расширенное; семяпочки многочисленные, расположенные в два ряда вдоль брюшного шва.
Плод сухой. Коробочка стручковидная, двустворчатая, спинная створка менее крупная, при созревании плода опадающая и открывающая нижнюю створку, более крупную и несущую семена. Семена мелкие, шов их имеет вид присемянника. Зародыш слегка изогнутый. Семена распространяются муравьями.
|                                                                          |  |
| Слева направо: Цветок Epimedium grandiflorum. Листья Epimedium pubescens |  |

## Классификация

### Виды
По данным сайта The Plant List род включает следующие виды:
| - Epimedium acuminatum Franch. — Горянка заострённая - Epimedium alpinum L. — Горянка альпийская - Epimedium baiealiguizhouense S.Z.He & Y.K.Yang - Epimedium baojingense Q.L.Chen & B.M.Yang - Epimedium borealiguizhouense S.Z.He & Y.K.Yang - Epimedium brachyrrhizum Stearn - Epimedium brevicornu Maxim. — Горянка коротконогая - Epimedium campanulatum Ogisu - Epimedium chlorandrum Stearn - Epimedium circinatocucullatum Sosn. - Epimedium coactum H.R.Liang & W.M.Yan - Epimedium davidii Franch. - Epimedium dewuense S.Z.He, Probst & W.F.Xu - Epimedium diphyllum Graham — Горянка двулистная, или Клёноцветник двулистный - Epimedium dolichostemon Stearn - Epimedium ecalcaratum G.Y.Zhong - Epimedium elachyphyllum Stearn - Epimedium elatum C.Morren & Decne - Epimedium elongatum Kom. - Epimedium enshiense B.L.Guo & P.K.Hsiao - Epimedium epsteinii Stearn - Epimedium fangii Stearn - Epimedium fargesii Franch. - Epimedium flavum Stearn - Epimedium franchetii Stearn - Epimedium glandulosopilosum H.R.Liang - Epimedium grandiflorum C.Morren — Эпимедиум крупноцветковый - Epimedium hunanense Hand.-Mazz. - Epimedium ilicifolium Stearn - Epimedium koreanum Nakai — Горянка корейская - Epimedium latisepalum Stearn - Epimedium leptorrhizum Stearn | - Epimedium lishihchenii Stearn - Epimedium lobophyllum L.H.Liu ex B.G.Li - Epimedium macrosepalum Stearn - Epimedium membranaceum K.Mey. - Epimedium mikinorii Stearn - Epimedium multiflorum T.S.Ying - Epimedium myrianthum Stearn - Epimedium ogisui Stearn - Epimedium ×omeiense Stearn - Epimedium pauciflorum K.C.Yen - Epimedium perralderianum Coss. — Эпимедиум Перральдери - Epimedium pinnatum Fisch. ex DC. — Горянка перистолистная, или Эпимедиум перистый - Epimedium platypetalum K.I.Mey. - Epimedium pseudowushanense B.L.Guo - Epimedium pubescens Maxim. - Epimedium pubigerum (DC.) C.Morren & Decne. — Эпимедиум опушённый - Epimedium qingchengshanense G.Y.Zhong ex B.L.Guo - Epimedium reticulatum C.Y.Wu ex S.Y.Bao - Epimedium rhizomatosum Stearn - Epimedium sagittatum (Siebold & Zucc.) Maxim. — Горянка стреловидная - Epimedium sempervirens Nakai ex F.Maek. - Epimedium ×setosum Koidz. - Epimedium shuichengense S.Z.He - Epimedium simplicifolium T.S.Ying - Epimedium stellulatum Stearn - Epimedium sutchuenense Franch. - Epimedium trifoliatobinatum (Koidz.) Koidz. - Epimedium truncatum H.R.Liang - Epimedium wushanense T.S.Ying - Epimedium ×youngianum Fisch. & C.A.Mey. — Эпимедиум Юнга - Epimedium zhushanense K.F.Wu & S.X.Qian |

## В культуре
В литературе посвящённой выращиванию декоративных садовых растений эпимедиумы, как правило описываются, как растения для сухой тени, но в дикой природе, большинство видов растёт на очень влажных почвах, при этом многие были обнаружены около лесных водопадов. Хотя эпимедиумы действительно растут в сухой тени, они развиваются намного лучше в условиях полутени и на плодородных, хорошо сохраняющих влагу почвах. На сухих участках хорошо растут: Epimedium ×rubrum, Epimedium ×warleyense, Epimedium ×perralchicum, Epimedium pinnatum ssp. colchicum и Epimedium ×versicolor. Большинство эпимедиумов рекомендуется выращивать на почвах с рН 6.2 — 6.5. Исключениями являются сорта Epimedium grandiflorum.
Большинство эпимедиумов цветёт весной, но такие виды, как Epimedium rhizomatosum и Epimedium davidii время от времени цветут в течение всего лета.
Эпимедиумы с вечнозелёной листвой менее зимостойки. Деление кустов рекомендуется производить после цветения.
Декоративнолистные эпимедиумы: Epimedium ×versicolor, Epimedium ×versicolor 'Cherry Tart', Epimedium 'Sulphureum', Epimedium 'Neosulphureum', Epimedium 'Versicolor'.

## Некоторые сорта и искусственные гибриды
- 'Akebono' (syn. Epimedium grandiflorum 'Akebono'). Высота растений от 17,5 см до 30 см. Соцветия располагаются над листьями. Цветки бело-розовые[9]. Молодые побеги красноватые. Листья сердцевидные. Зоны морозостойкости: 4—9[10].
- Epimedium pinnatum ssp. colchicum 'Thunderbolt' (syn. Epimedium pinnatum 'Black Sea')[7]. В прошлом эта горянка считалась сортом Epimedium pinnatum, но последние данные говорят о том, что сорт имеет гибридное происхождение.
Высота куста 30—38 см, скорость роста в ширину 15—20 см в год. Побеги прямостоячие с зимующими листьями. Листья зелёные, с наступлением холодов чернильно-фиолетовые. Цветёт в весной в течение 10—15 дней. Цветки мелкие, жёлтые с оранжево-красным, без шпорцев, до 1,5 см в диаметре, собраны в редкую кисть.
Поздней осенью или ранней весной прошлогодние листья рекомендуется удалять. 
USDA-зона: 5—9[11].
- 'Sphinx Twinkler' (syn. 'Spine Tingler'). Гибрид создан в США, назван 'Spine Tingler', позже начал реализовываться под названием 'Sphinx Twinkler'. Высота растений от 17,5 см до 30 см. Листья относительно крупные, удлинённые, зубчатые и шиповатые по краю. Молодые листья бронзового цвета. Соцветия располагаются над листьями. Цветки ярко-жёлтые[12].
- Epimedium ×perralchinum 'Frohnleiten' (syn. 'Fröhnleiten') Heinz Klose. Гибрид Epimedium perralderianum × Epimedium pinnatum subsp. colchicum. Сорт создан в Германии. Зоны морозостойкости: 5b—8. Высота растений около 38 см[13]. Молодые листья кирпично-красные с зелёными жилками. Соцветия располагаются над листьями. Цветки жёлтые[14]. По другим данным высота растений 10—50 см, ширина 50—100 см. Листья тройчатые[15].
- Epimedium ×youngianum 'Roseum' (syn. Epimedium ×youngianum 'Lilacinum'). Результат скрещивания Epimedium alpinum × Epimedium grandiflorum. Высота растений 15—25 см. Листья многолетние, сложные, включают до 9 узки, овальных, волнистых по краям листочков. Черешки листьев красноватые.  Молодые листья зеленовато-бронзовые. Цветки фиолетово-розовые. Цветение весной[16]. Зоны морозостойкости 4a—8b[17], согласно другому источнику 5a—8b. Почва слегка кислая (pH 6.1—6.5)[18].
- Epimedium grandiflorum 'Lilafee' (syn. 'Lilac Fairy'[19]). Высота растений 20—25 см, ширина около 30 см. Молодые листья с фиолетовым оттенком, позже становятся зелёными, осенью краснеют. Цветение весной. Цветки сиреневого цвета с жёлтым горлом, располагаются над листвой[20]. Зоны морозостойкости: 5—9[21]. Согласно другому источнику: высота растений около 25 см, зоны морозостойкости 4—8[22].
- 'Hagoromo' (syn.: E. ×youngianum 'Hagoromo'). Сорт японской селекции. Высота около 20 см. Цветоносы тёмно-красные. Цветки розово-фиолетовые сверху и белые снизу[23].
- 'Pink Champagne' Darrell Probst. Высота 30—45 см. Листья весной с фиолетовыми пятнами. Соцветия располагаются выше листвы. Цветки белые с малиново-розовым. Зоны морозостойкости от 4а до 9b[24][25][26].
- Epimedium grandiflorum 'Yubae' (syn.: 'Crimson', 'Crimson Beauty', 'Rose Queen'). Относительно «старый» сорт (известен в Европе и США несколько десятилетий). Высота до 45 см. Цветки розово-красные, кончик шпоры белый. Листва весной пурпурно-бронзовая, позже зелёная[27].
- 'Yokihi' (syn.: 'Barrenwort', 'Bishop's Hat', 'Fairy Wings'[28]). Сорт японской селекции. Гибрид E. davidii × E. grandiflorum 'Yubae'. Высота около 30 см. Цветоносы возвышаются над листвой. Цветки относительно крупные, малиново-розовые сверху и кремово-белые (до желтоватых) снизу[29]. Зоны морозостойкости от 4 до более тёплых[28].
- 'Tama no Genpei' (syn.: 'Tama No Genpei', 'Tama-no-genpei'). Сорт японской селекции. Высота около 40 см. Цветки сверху красновато-фиолетовые, снизу белые. Цветоносы возвышаются над листвой[30]. Зоны морозостойкости: 4—8[31].

## Таксономия
Род Эпимедиум входит в трибу Барбарисовые (Berberideae) подсемейства Барбарисовые (Berberidoideae) семейства Барбарисовые (Berberidaceae) порядка Лютикоцветные (Ranunculales).
|  |                       |  |                                          |                                          |                           |  | ещё 1 подсемейство (согласно Системе APG II) | ещё 1 подсемейство (согласно Системе APG II) |                                       |  |                |  | ещё 10—13 родов | ещё 10—13 родов |  |
|  |                       |  |                                          |                                          |                           |  | ещё 1 подсемейство (согласно Системе APG II) | ещё 1 подсемейство (согласно Системе APG II) |                                       |  |                |  | ещё 10—13 родов | ещё 10—13 родов |  |
|  |                       |  |                                          | семейство Барбарисовые                   |                           |  |                                              |                                              | триба Барбарисовые                    |  |                |  |                 |                 |  |
|  |                       |  |                                          | семейство Барбарисовые                   |                           |  |                                              |                                              | триба Барбарисовые                    |  | более 60 видов |  |                 |                 |  |
|  | порядок Лютикоцветные |  |                                          |                                          | подсемейство Барбарисовые |  |                                              |                                              | род Эпимедиум                         |  |                |  |                 |                 |  |
|  | порядок Лютикоцветные |  |                                          |                                          |                           |  |                                              |                                              |                                       |  |                |  |                 |                 |  |
|  |                       |  | ещё 9 семейств (согласно Системе APG II) | ещё 9 семейств (согласно Системе APG II) |                           |  |                                              | ещё 1 триба (согласно Системе APG II)        | ещё 1 триба (согласно Системе APG II) |  |                |  |                 |                 |  |
|  |                       |  |                                          | ещё 9 семейств (согласно Системе APG II) |                           |  |                                              |                                              | ещё 1 триба (согласно Системе APG II) |  |                |  |                 |                 |  |

## Использование в медицине
- оказывает влияние на почки, при её использовании нормализуется мочеиспускание;
- с её помощью есть возможность держать в норме кровяное давление, потому что она разжижает кровь, расширяет кровеносные сосуды и капилляры;
- помогает выводить лишнюю жидкость из организма; имеет свойство улучшать циркуляцию крови в сосудах, питающих печень и почки;
- ей свойственно возбуждать чувственность, а также она берёт участие в предотвращении преждевременной эякуляции у мужчин;
- важное свойство – омолаживание организма в целом, препятствие образования морщин и сохранение в норме влажности кожи;
- приём препаратов горянки крупноцветковой способствует устранению головокружения, усталости и стресса;
- горянка крупноцветковая обладает общеукрепляющим и тонизирующим свойством.